# Cầu Pá Uôn
Cầu Pá Uôn là một cây cầu bắc qua sông Đà tại xã Chiềng Ơn, huyện Quỳnh Nhai, tỉnh Sơn La, Việt Nam.
Cầu nằm trên Quốc lộ 279, cách bến phà Pá Uôn khoảng 1 km về phía thượng lưu và cách thành phố Sơn La khoảng 70 km về phía tây bắc.
Cầu Pá Uôn có thiết kế vĩnh cửu bằng bê tông cốt thép và bê tông cốt thép dự ứng lực, dài 918 m, rộng 9 m. Cầu gồm 2 mố và 11 trụ, trong đó trụ chính của cầu cao đến 98,6 m, là trụ cầu cao nhất Việt Nam.
Công trình được khởi công xây dựng vào ngày 28 tháng 5 năm 2007 và được thông xe kỹ thuật vào tháng 8 năm 2010.